# Strickler
Strickler ist ein Schweizer Familienname.

## Herkunft und Bedeutung
Der Name Strickler geht auf das Dromonym für am Strick respektive Strich zurück. Dies war gleichbedeutend mit einem gemäss der Form eines Striches gerade verlaufenden Pfades bzw. Wegstückes. Dies bezieht sich speziell auf einen Weg zwischen den Orten Wädenswil und Einsiedeln.
Heute befindet sich an Stelle des Wohnortes der ursprünglichen Vorfahren der Familie Strickler der Ort Samstagern. Erstmals fand der Familienname Strickler im Jahre 1384 urkundlich Erwähnung.

## Verbreitung
Bis ins 16. Jahrhundert beschränkte sich die Ausbreitung des Namens auf die Umgebung der heutigen Gemeinden Richterswil, Samstagern, Hütten, Schönenberg und Hirzel. Im Zuge der Verfolgung der Täufer in der Schweiz und der Aufnahmegesinnung des damaligen Kurfürsten der Pfalz Karl Ludwig I., um die Verluste des Dreissigjährigen Krieges zu kompensieren sowie den Wiederaufbau zu fördern, wanderten u. a. auch einige Strickler in die Pfalz aus.

## Namensträger
- Albert Strickler (1887–1963), Schweizer Wasserbauer und Mitautor der Fliessformel nach Gauckler-Manning-Strickler (GMS-Formel)[1]
- Alois Strickler (1924–2019), Schweizer Bergsteiger
- Amelia Strickler (* 1994), britische Kugelstoßerin
- Cyrus W. Strickler (1907–1998), US-amerikanischer Professor für Medizin und College Football Coach
- Daniel B. Strickler (1897–1992), US-amerikanischer Politiker
- Johannes Strickler (1835–1910), Staatsarchivar im Kanton Zürich und Autor
- René Strickler (* 1948), Schweizer Dompteur
- René Guillermo Strickler Zender (* 1962), argentinischer Schauspieler
- Salesia Strickler (1834–1898), Schweizer Ordensfrau und Generaloberin

## Orte
- Strickler, Arkansas, USA, ein gemeindefreies Gebiet.